# رونييليت غوميز دوس سانتوس
رونييليت غوميز دوس سانتوس (25 أبريل 1991 في ساو باولو في البرازيل – )؛ هو لاعب كرة قدم كان يلعب كمهاجم.

## وصلات خارجية
- رونييليت غوميز دوس سانتوس على موقع اتحاد تركيا (لاعب) (الإنجليزية)
- رونييليت غوميز دوس سانتوس على موقع اتحاد تركيا (لاعب) (الإنجليزية)
- رونييليت غوميز دوس سانتوس على موقع رابطة كرة القدم اليابانية للمحترفين (اليابانية)
- رونييليت غوميز دوس سانتوس على موقع دوري كوريا الجنوبية (الإنجليزية)
- رونييليت غوميز دوس سانتوس على موقع قاعدة بيانات كرة القدم.إي يو (الإنجليزية)
- رونييليت غوميز دوس سانتوس على موقع Soccerway.com (الإنجليزية)
- رونييليت غوميز دوس سانتوس على موقع عالم كرة القدم.نت (الإنجليزية)